# Prioneris vollenhovii
Prioneris vollenhovii is een vlindersoort uit de familie van de Pieridae (witjes), onderfamilie Pierinae.
Prioneris vollenhovii werd in 1867 beschreven door Wallace.